# Lycus trabeatus
Lycus trabeatus – gatunek chrząszcza z rodziny karmazynkowatych i podrodziny Lycinae.

## Charakterystyka
Dorosłe osobniki są średniej wielkości, osiągają 18-22 mm lub 22-30 mm długości. Przedplecze jest czarne, z szerokimi pomarańczowymi krawędziami. Charakterystyczne są spłaszczone boczne krawędzie pokryw. Nasada i wierzchołki pokryw ubarwione są czarno, natomiast boczne rozszerzenia pokryw i reszta części głównej są pomarańczowe. Czułki czarne, umiarkowanie ząbkowane. Uda są pomarańczowe, reszta odnóży czarna.

## Występowanie
Gatunek afrotropikalny. Znany z sawann, pastwisk i lasów strefy subtropikalnej, gdzie żeruje na kwiatach. Notowany m.in. z Konga, Namibii, Etiopii, Erytrei, Tanzanii i RPA.

## Systematyka
N. Matojo wyróżnia dwa podgatunki tego chrząszcza:
- Lycus trabeatus trabeatus Guérin-Méneville, 1835
- Lycus trabeatus mataojoi Matojo, 2014